# امدخول

تعديل مصدري - تعديل

امدخول هي إحدى قرى عزلة سباح بمديرية سباح التابعة لمحافظة أبين، بلغ تعداد سكانها 19 نسمة حسب تعداد اليمن لعام 2004.